# Gavril Mîrza
Gavril Mîrza (n. 27 iulie 1949, Cajvana, România) este un politician român, senator în Parlamentul României în mandatele 2008-2012 și 2012-2016 din partea PSD Suceava.
Născut în localitatea Cajvana, Mîrza a devenit, la 18 ani, profesor la școala din localitate.
A intrat în politică, în Partidul Comunist Român, și a devenit, în 1970, secretar al Consiliului Popular Cajvana.
Mîrza a promovat pe linie de partid și în 1980 a fost mutat, ca economist, la Direcția Județeană de Agricultură, acolo unde a devenit ulterior director.
După Revoluție, Mîrza a intrat în FSN și a devenit, în 1992, vicepreședinte al Consiliului Județean Suceava.
În 1996, Gavril Mîrza a devenit președinte al Consiliului Județean, iar din 2001 a preluat și conducerea filialei județene PSD.